# Chivotul Legământului

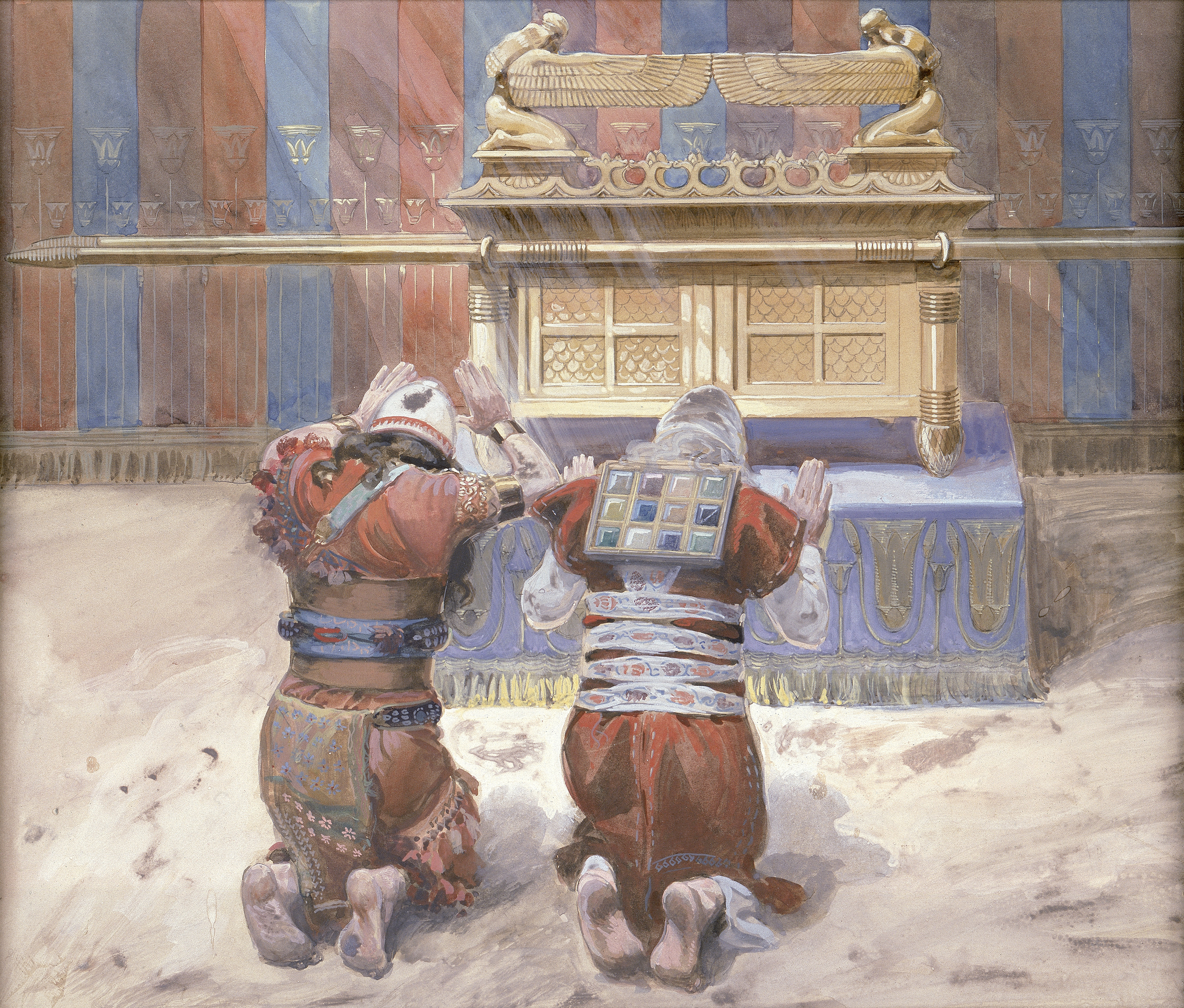
Moise și Iosua în genunchi lângă
"Chivotul Legământului"
(pictură de James Jacques Joseph Tissot)

Chivotul Legământului (în ebraică אָרוֹן הָבְּרִית‎) (alte denumiri: Arca Alianței, Arca Legământului, Chivotul Legii, Chivotul lui Dumnezeu) era un obiect descris în Biblie care conținea tablele de piatră cu Cele zece porunci primite de Moise pe muntele Sinai, toiagul lui Aaron și o cantitate mică de mană, hrană cu care s-au hrănit evreii timp de 40 de ani în deșert.
Nu există nicio mențiune despre distrugerea acestuia.
Nu există nicio referință sigură despre existența Chivotului.

## Sursa biblică

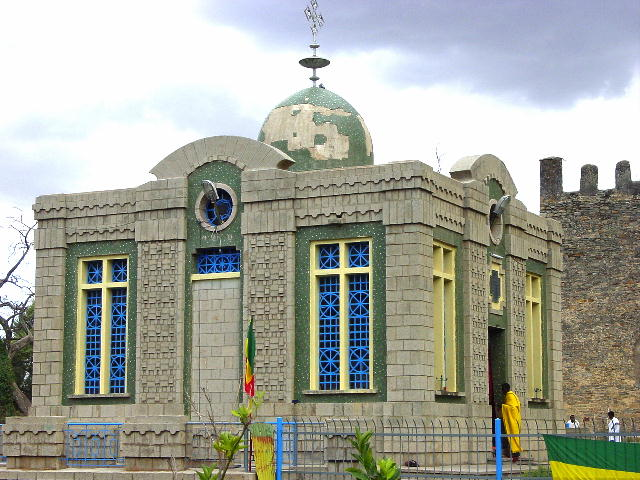
Capela Tablelor sau Biserica Maicii Domnului a Sionului din Axum, regiunea Tigray, Etiopia. Legenda spune că aici este păstrat Chivotul Legământului. În interiorul chivotului - cele 10 porunci date lui Moise de Dumnezeu. Nimeni nu are voie înăuntru, cu excepția unui preot care locuiește în clădire și veghează asupra Chivotului.

După aceea Bețaleel a făcut chivotul din lemn de salcâm, lung de doi coți și jumătate, larg de un cot și jumătate și înalt tot de un cot și jumătate; L-a îmbrăcat cu aur curat pe dinăuntru și pe din afară, iar împrejur i-a făcut o cunună de aur. A turnat pentru el patru inele de aur, pentru cele patru colțuri de jos ale lui: două inele pe o latură și două inele pe cealaltă latură. A făcut două pârghii de lemn de salcâm, le-a îmbrăcat cu aur, Și le-a vârât prin inelele de pe laturile chivotului, ca să poarte chivotul A făcut apoi capacul chivotului de aur curat: lung de doi coți și jumătate și lat de un cot și jumătate. A făcut de asemenea doi heruvimi de aur, lucrați din ciocan, pentru cele două capete ale capacului, Și i-a așezat unul la un capăt și altul la celălalt capăt al capacului. Heruvimii aceștia erau făcuți ca ieșind din capac la cele două capete ale lui. Cei doi heruvimi își întindeau aripile unul spre altul, umbrind capacul, iar fețele lor erau îndreptate una către alta, privind spre capac. - Exod, cap. 37

## Speculații
- Ar fi fost dus în Imperiul Babilonian în jurul anului 586 î.C., după ce peste israeliți au năvălit armatele Babilonului.
- Ar fi fost dus în anul 70 d.C. la Roma de împăratul roman Titus Flavius Vespasianus, după înăbușirea unei răscoale antiromane a iudeilor.
- S-ar afla în “Capela Tablelor“ din orașul Axum (Etiopia).